# Quinto Sereno Sammonico
Quinto Sereno Sammonico (em latim: Quintus Sammonicus Serenus; m. 212 a.C.) foi um sábio romano, tutor de Geta e Caracala, envolvendo-se na política, 
e foi autor de um poema didático  de medicina, medicinalis Liber 
(também conhecido como medicina De praecepta saluberrima), provavelmente uma obra incompleta na forma em que o temos, bem como muitas obras perdidas. 
Foi "um típico homem de letras em uma Idade do arcaísmo  e um digno sucessor de Marco Cornélio Frontão e  Aulus Gellius, aquele cujo nível social e posição estão intimamente ligadas com a paixão predominante para a gramática e um domínio de conhecimento antigo". 
Possuía uma biblioteca de 60.000 volumes . 
Seu trabalho mais citado foi Res reconditae, em pelo menos cinco livros, 
dos quais apenas fragmentos são preservados em citações.
O trabalho de sobrevivência, em Medicina praecepta, em 1115 hexâmetros, 
contém uma série de remédios populares, várias fórmulas mágicas, entre outros, o famoso Abracadabra, como uma cura para a febre e calafrios. 
Foi muito usado na Idade Média e é de valor para a história antiga da medicina popular. 
A sintaxe e métrica são muito corretas. 
De acordo com o confiável Historia Augusta, ele famoso médico e polímata, 
que foi condenado à morte com outros amigos de Geta, em dezembro de 212, 
em um banquete para o qual ele havia sido convidado por Caracala logo após o assassinato de seu irmão.
A primeira edição impressa da medicina De praecepta foi editado por Johannes Sulpitius Verulanus, antes de 1484 . 